# Recidiva
Recidiva (popularmente conhecido como recaída) é o retorno da actividade de uma doença. Pode ser uma manifestação clínica ou laboratorial. Quando a doença não apresenta actividade detectável diz-se que há uma remissão completa.
Para algumas neoplasias malignas existentes é possível a detecção de indícios da doença antes mesmo das alterações clínicas ou laboratoriais (doença residual mínima).